# Gustav Landauer

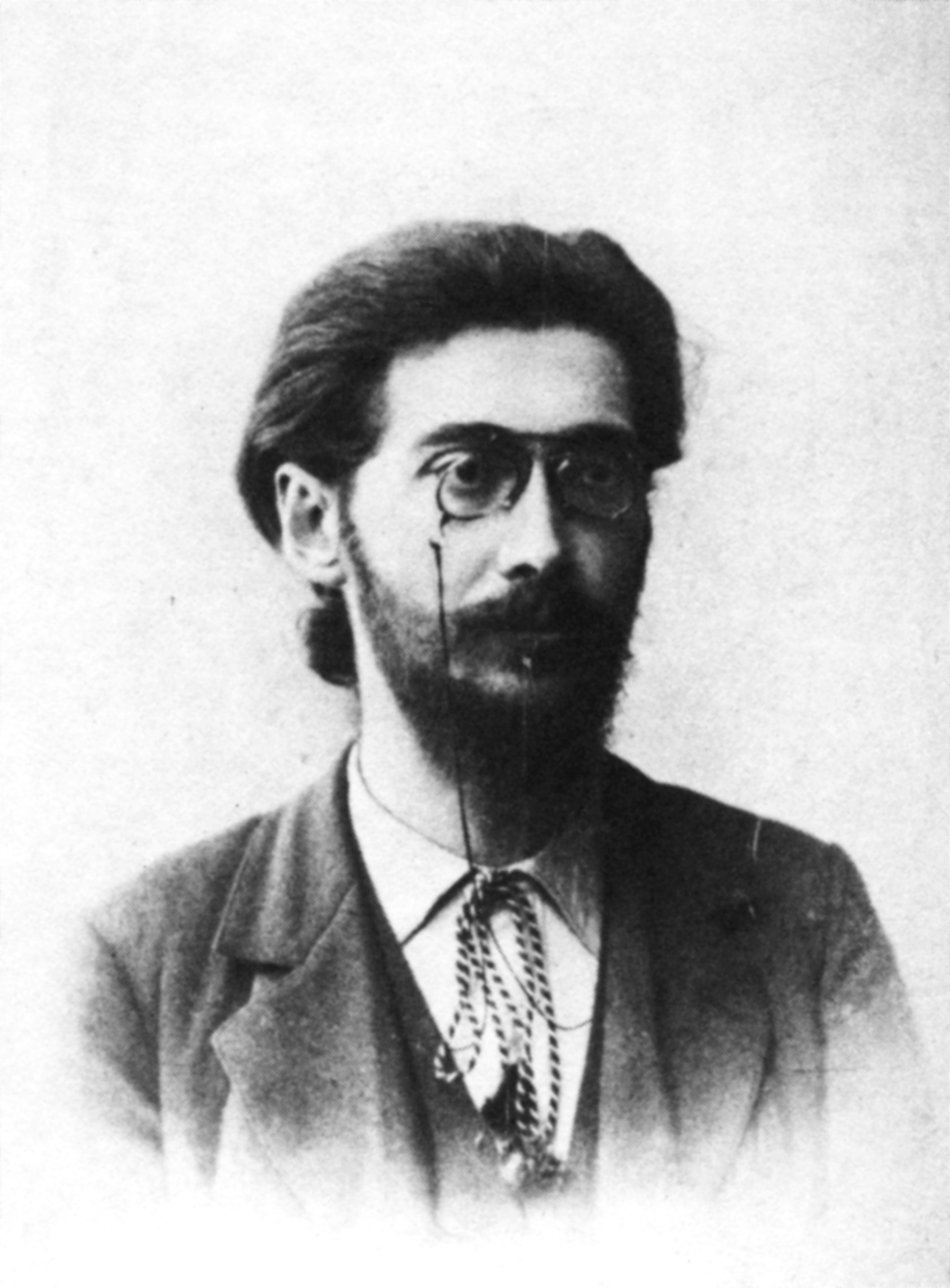
Gustav Landauer under tidigt 1890-tal.

Gustav Landauer, född 7 april 1870 i Karlsruhe, död 2 maj 1919 i München, var en anarkistisk tänkare, marknadssocialist , revolutionär och författare verksam i Tyskland.
Landauer var inspirerad av andra anarkister som Leo Tolstoj, Pierre-Joseph Proudhon, Mikhail Bakunin och kanske framförallt anarkokommunisten Pjotr Kropotkin. Landauer var förutom anarkist, precis som Tolstoj, pacifist.
Den anarkistiska visionen baseras förutom på social individualism, med organisering i naturliga grupper, även på individens medvetandegrad. Socialismen kan inte förverkligas utan ett individuellt lärande ansåg Landauer. Gustav Landauer deltog i den kortlivade rådsrepubliken i München, innan han dödades av frikårsstyrkor (enligt Victor Klemperer dock av ”bönder med knölpåkar”).
Landauers skrifter Die Revolution (1907) och Aufruf zum Sozialismus (1911) brändes av nationalsocialister under bokbålen i Naztyskland 1933.

## Skrifter i urval

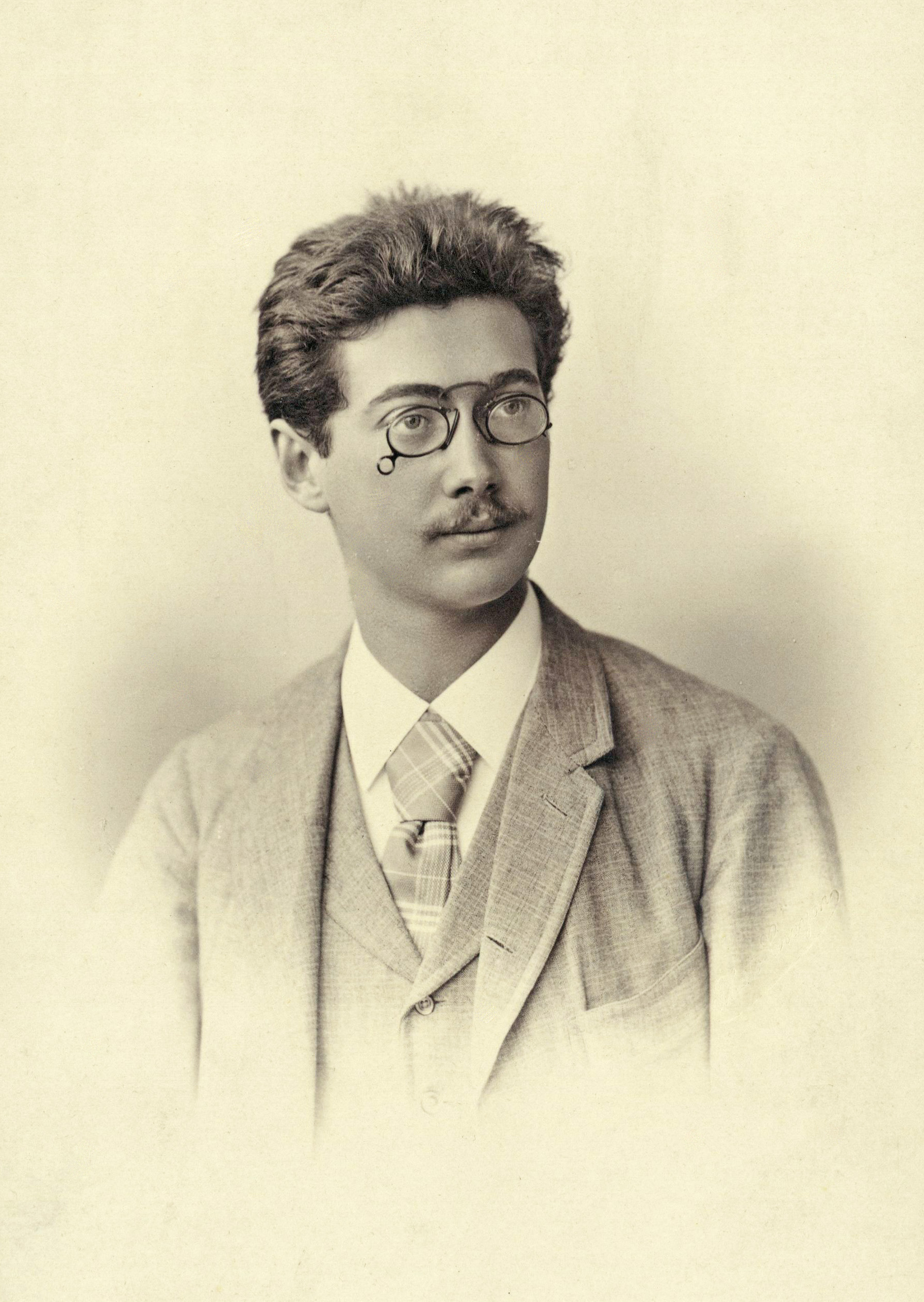
Gustav Landauer, 1892

- For Socialism (Telos Press, St Louis 1978) ISBN 0-914386-11-5
- Der Todesprediger (1893), roman
- Anarchistische Gedanken über Anarchismus (1901), essä (E-Text)
- Macht und Mächte (1903), berättelse
- Skepsis und Mystik (1903)
- Die Revolution, essä (Frankfurt am Main 1907)
  - Nyutgåva: (Münster 2003) ISBN 3-89771-906-1
- Die Abschaffung des Krieges durch die Selbstbestimmung des Volkes. Fragen an die deutschen Arbeiter (1911) (E-Text)
- Aufruf zum Sozialismus (1911) ISBN 3-926880-11-2 (E-Text)